# Film sonor
Filmul sonor este producția finală a unui realizator de film, care cuprinde pe lângă fotograme o înregistrare de sunet, realizată fie prin fotografiere (fonogramă) fie prin înregistrare magnetică (pistă magnetică) pe purtătoarea de imagini. Filmul sonor, așa cu arăta istoricul de cinema francez Georges Sadoul, constituie o „necesitate estetică”.

## Istoric
Până a se ajunge la filmul sonor, drumul a fost lung. A fost nevoie de o serie de descoperiri în domeniul fizicii sunetului, de fonoautograful inventatorului francez Édouard-Léon Scott de Martinville și terminând cu sistemul de redare Dolby.
Scott, în anul 1857, constată că timpanul urechii în urma oscilațiilor aerului, produse de o sursă sonoră, oscilează și el. Construiește un aparat, care constă dintr-o pâlnie care la capătul îngust are o membrană din mică pe care este fixat un ac îndoit în unghi drept. Acesta prin vibrațiile aerului produs de un sunet în fața pâlniei, scrie pe un cilindru îmbrăcat cu o hârtie pe care este aplicată funingine, o curbă în zig-zaguri, aceasta fiind scrierea grafică a sunetului emis.

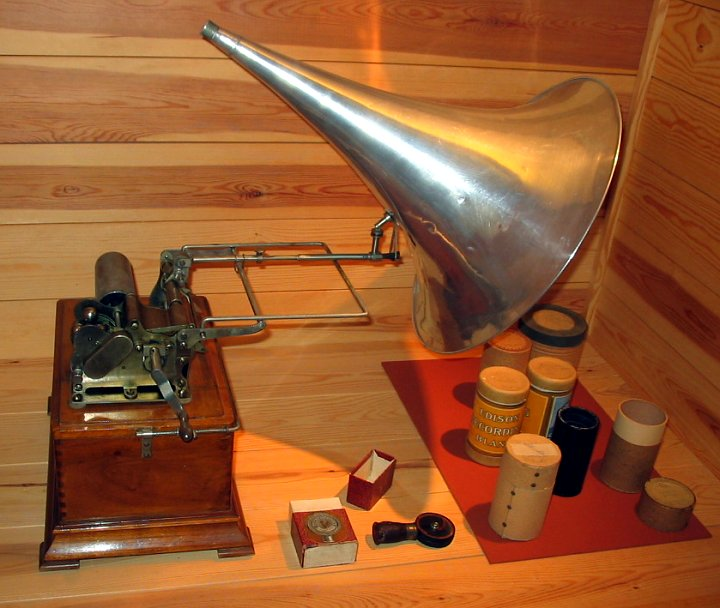
Fonograful lui Edison

De aici și până la descoperirea inventatorului Thomas Alva Edison nu a fost mult. Acesta în anul 1877 inventează fonograful. Folosește pâlnia de la fonoautograf, membrana o confecționează din metal, iar acul este așezat astfel încât să vibreze pe verticală. Acul, inițial din safir, vibrează vertical pe un cilindru acoperit cu o foiță de staniol cu canale trasate. Ulterior, înlocuiește acest tip de cilindru, cu cilindrul de ceară.

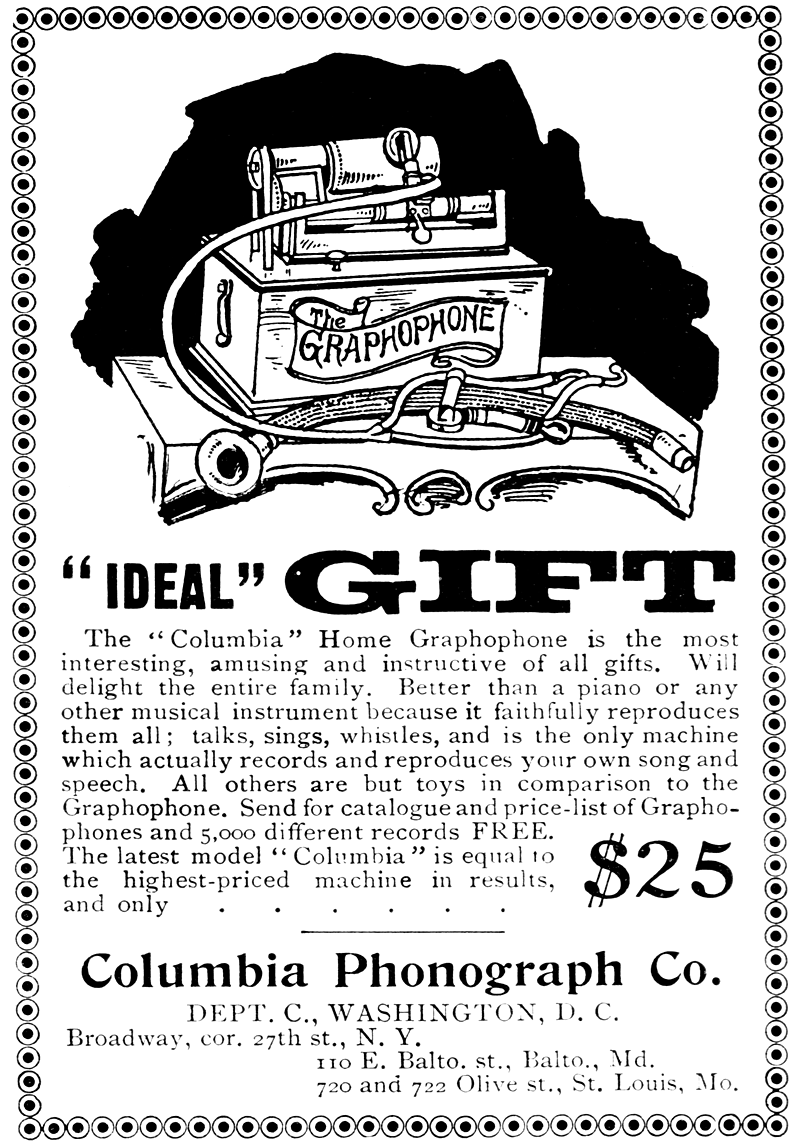
Gramofonul lui Berliner

Faima fonografului nu durează mult. Pe la 1887, Emile Berliner, după modelul acestuia, realizează gramofonul. Acesta este net superior fonografului, prin faptul că în locul cilindrului de ceară folosește un disc de ebonită, mult mai ușor de manipulat și foarte fiabil. Acesta are șanțuri concentrice, este pus în mișcare de un mecanism cu arc, iar citirea se face cu un traductor perfecționat și ușor de folosit. Acul traductorului este dintr-un oțel special.
Înregistrarea atât la fonograf, cât și la gramofon se făcea astfel: se vorbea în fața pâlniei, aerul vibra în interiorul ei făcând ca membrana elastică să vibreze, iar acul să facă diferite denivelări în canalul trasat. Aceasta constituie scrierea mecanică a sunetului, care ulterior poate fi citită de traductor (ac) și redată prin pâlnia aparatului.
Primele încercări de combinare a sunetului cu filmul îi aparțin tot lui Edison. Acesta vrea să combine, și îi reușește, fonograful cu kinetoscopul (un aparat cu care se putea vedea în mod individual filmulețe de circa 30 de secunde), numind noul aparat kinetofon.
Pentru sonorizarea filmului, cel mai greu lucru este sincronizarea perfectă între mimica vorbirii personajului și sunetului auzit. O condiție esențială este cadența de proiecție a filmului, care duce la o viteză constantă a filmului în fața traductorului.
Primele încercări s-au făcut cu ajutorul gramofonului. Rezultatele au fost mai mult spectaculoase decât reușite. Sunetul era slab, nesincronizat. O cauză era și tehnica folosită. Însă odată cu dezvoltarea electronicii, rezultatele încep să fie mulțumitoare. Datorită electronicii, sunetele au putut fi transformate în oscilații electrice care sunt amplificate și retransformate în sunete. Și ce este mai important pentru cinematografie, oscilațiile sonore pot fi fotografiate, lucru descoperit de inginerul german Rumer. Aceasta a făcut transformarea sunetului în pistă sonoră pe film, sincronă cu mimica vorbirii personajului.
O altă descoperire importantă este aceea a lui Heinrich Hertz care, la 1888, constată că sub acțiunea luminii anumite substanțe creează un curent electric. Aceasta a dus la inventarea fotocelulei, cu care a fost posibilă citirea pistei sonore, fotocelula fiind elementul care transformă semnalele luminoase în semnale electrice. În anul 1900, Poliakoff inventează reproducerea sunetului optic cu ajutorul fotocelulei.
Cercetările științifice continuă. În 1898, Valdemar Poulsen descoperă, folosind un aparat numit telegrafon, metoda magnetică de înregistrare a sunetului pe un fir din material feromagnetic înfășurat în formă de bobină. Mai târziu procedeul de înregistrare magnetică se va aplica și la film pentru sonorizarea stereofonică a acestuia. Însă acestea nu erau îndeajuns pentru înregistrarea și reproducerea filmului în sala de cinematograf. Să nu uităm că sunetul înregistrat de fonograf și gramofon se face print-un sistem mecanic cu ajutorul unei pâlnii de captare, ulterior și de redare, cu un potențial redus de reproducere care nu putea fi aplicat unei săli de cinema.
Cu toate aceste inconveniente, încercările de sonorizare datează încă de la începuturile cinematografului. Nu erau puține spectacole de film la care acțiunea lui să nu fie însoțită de acompaniamente sonore, chiar dacă erau doar a unui simplu pian, cum de fapt a procedat însuși Lumière. Alții, cum a fost regizorul american D. W. Griffith, la proiecția filmului „Nașterea unei națiuni”, au recurs la o soluție simplă dar ingenioasă: au pus în spatele ecranului actori care rosteau în concordanță cu cei din imagine dialogurile potrivite și o orchestră pe masură. În Franța compania Gaumont prezenta săptămânal un film a cărui imagini erau însoțite de sunet redat cu ajutorul unui fonograf, folosind amplificarea cu aer comprimat. Remarcăm faptul că aceasta s-a făcut la o sală cu circa 6000 spectatori.
Cercetările continuă și în direcția sunetului optic. Astfel, în anul 1911 are loc prima proiecție publică a unui film înregistrat și reprodus prin mijloace optice, grație descoperirilor inginerului german Rumer. Rezultatele sunt destul de bune dacă ținem cont de tehnica vremii. Toate încercările dinaintea Primului Război Mondial privind redarea sunetului concomitent cu imaginea au fost oarecum descurajatoare pentru realizatorii de filme. Odată cu apariția tuburilor electronice și a microfoanelor se putea face un pas mare în dezvoltarea filmului sonor.
La început, cineaștii vor recurge la discul de sunet, un dispozitiv mult mai evoluat decât tamburul fonografului. Astfel în 1927 la New York, cu ajutorul unui disc cu diametrul de 400 mm care conține câteva dialoguri și muzică, este prezentat muzicalul Cântărețul de jazz cu Al Jolson în rolul principal, care este considerat primul film sonor, amplificarea sunetului în sală fiind făcută cu ajutorul unei instalații de sunet cu tuburi electronice (un amplificator) cu difuzoare.
Problema nu este rezolvată definitiv: era nevoie de o și mai mare concordanță sunet - imagine. Aceasta putea fi rezolvată numai de înregistrarea optică la acel timp. Numai aceasta putea rezolva sincronismul între cele două elemente în mod automat dacă ele se află pe aceeași purtătoare, pelicula sau filmul. Aceasta prezintă și avantajul că perforațiile necesare transportului prin aparat ușurează mult realizarea sincronismului sunet - imagine. De asemeni pentru o calitate superioară a sunetului redat a fost necesară creșterea vitezei de deplasare a filmului prin proiector, aceasta fiind ridicată de la 16 imagini/secundă la 24 imagini/secundă.
Primele jurnale de actualități, înregistrate optic apar în 1924. Societatea Fox Films în 1927 achiziționează acest sistem plus încă altele mai recente și iese pe piață cu sistemul numit Movietone, cu care la început va realiza actualități cinematografice, iar ulterior va sonoriza diferite filme mute. Sistemul Movietone, generalizează toată piața filmului timp de peste 20 de ani.
Însă cu toate că filmul sonor arăta că prin sunet calitatea spectacolului cinematografic este deosebită, mulți realizatori și actori sunt împotrivă motivând că, în special dialogul, distruge din jocul actorului. Această părere a avut-o inclusiv Charlie Chaplin. Actorului de film mut nu i se cereau calități vocale, dicție, timbru, ci acestuia i se crea ca mijloc de expresie un teatralism, care uneori căpăta forme exagerate, datorită faptului că filmul mut se concentra numai asupra imaginii. Pe de altă parte, filmul mut, atinsese maximum de exprimare și de aici teama că introducerea sunetului ar duce la dispariția artei cinematografice.
Greutățile începutului au fost mari, mai ales la producția de film; se adaugă acum, în deosebi la priza directă, zgomotul aparatului de filmat. Pentru eliminarea acestui incinvenient, la început s-a recurs la în a plasa operatorul cu al său aparat de filmat într-o cabină ermetic-fonică, poreclită „frigider”, ironie la mediul sufocant din interior. Studiourile s-au modificat, s-au mărit, s-au însonorizat, adaptându-se la noile cerințe.
Sigur, toate se vor perfecționa în timp prin noile descoperiri ale tehnicii electronice, ale apariției înregistrării magnetice mai ales pentru studiouri și a altor invenții tehnice, printre care redarea sunetului prin stereofonie. În ultimii ani a apărut redarea în sistem Dolby a sunetului în sala de cinematograf.

## Tehnici de înregistrare

### Definiția pistei de sunet(fonograma)
Pista de sunet, cunoscută și sub denumirea de fonogramă, reprezintă totalitatea modificărilor locale ale materialului purtător pe care se face înregistrarea în funcție de semnalul acustic. Înregistrare sunetului însumează totalitatea operațiilor tehnice care permit să fixeze un semnal acustic pe un suport denumit purtător de sunet, în vederea conservării și redării lui după voință.
Pista de sunet poate fi optică, magnetică sau numerică (cod bare alb-negru). Aceasta se obține printr-o metodă de înregistrare, funcție de sistem, după ce purtătorul de sunet a trecut prin fața unui element de imprimare. Redarea se face cu ajutorul unui element de redare care și el va ține seama de sistem.

### Sisteme
- Pista optică.

Pista optică, este fonograma fotografiată rezultată din procesul de înregistrare optică a semnalului și poate fi:

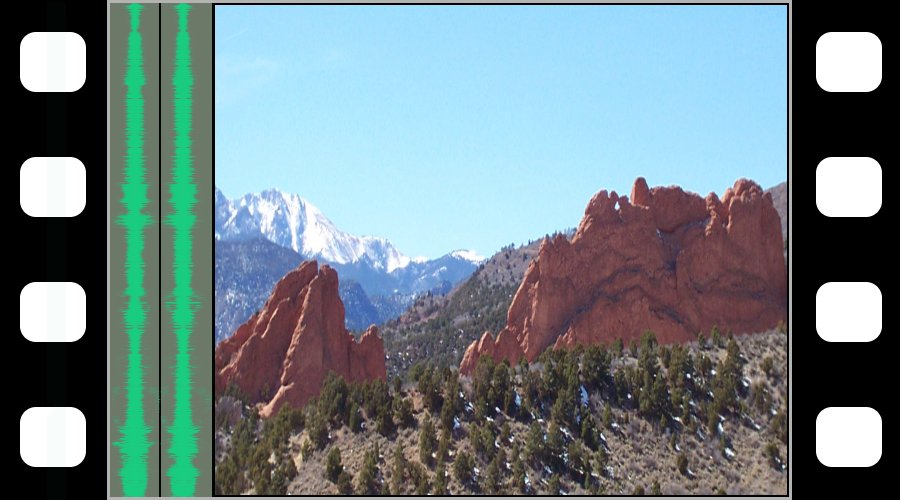
Imagine de film cu fonogramă optică Dolby

1. Pistă (fonogramă) de sunet mono optică cu variația densității luminoase. Aceasta apare ca o bandă continuă cu dimensiunea lățimii constantă, iar spectrul luminos este variabil - porțiunile luminoase alternează cu cele mai mult sau mai puțin luminoase (fig.1).
2. Pistă (fonogramă) de sunet mono optică cu amplitudinii luminoase. Aceasta apare ca o bandă continuă cu dimensiunea lățimii variabilă, iar densitatea luminoasă constantă (fig.2).

1. Pistă (fonogramă) de sunet optică pentru sistemele Dolby, tip A și B. De menționat că este unul dintre sistemele de mai sus, cu deosebirea că pe aceeași lățime sunt înregistrate două benzi optice diferite(fig.3).

Citirea lor se face cu ajutorul sistemului optic de redare a sunetului. Citirea pistei de sunet se face după fereastra de proiecție cu un decalaj de 20 fotograme pentru a se obține sincronizarea mimică - sunet.
- Pista magnetică.

Pista magnetică se prezintă ca o depunere de material feromagnetic pe locul rezervat pistei de sunet, de-a lungul lungimii filmului. De menționat că aplicarea se face pe copiile pozitive pentru proiecție în cinema. În funcție de film, (16 mm, 35 mm sau 70 mm) se pot depune una până la opt piste. Citirea se face cu ajutorul unui cap magnetic complex, component al aparatului de proiecție cinematografică.
N.B. Citirea sunetului se face înainte de fereastra de proiecție cu un decalaj de 20 fotograme la filmul de 35 mm și 70 mm. La filmul îngust de 16 mm citirea se face după fereastra de proiecție cu un decalaj de 20 fotograme.
- Sunet numeric.

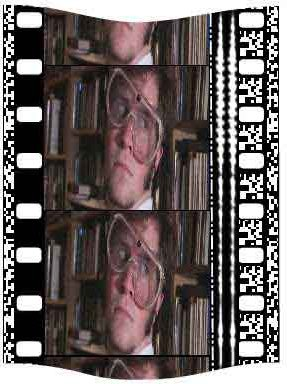
Film de 35mm cu înregistrare optică Dolby şi numeric

Sunetul numeric se poate asemăna cu sistemul cod de bare alb-negru. Acesta se plasează între perforații și marginile peliculei pe stânga și dreapta sa, iar o a treia pistă între perforațiile din partea unde este înregistrată și fonograma optică. Acest lucru se face dat fiind că sistemul de citire a sunetului să fie făcut cu unul din dispozitivele de citire cu care este dotat aparatul. Oricum este nevoie de un traductor Dolby.